# 日本全県味巡り
日本全県味巡り（にほんぜんけんあじめぐり）とは、漫画『美味しんぼ』の作中にて発生する、47都道府県から選ばれた1県をテーマをした究極VS至高の戦いである。

## 概要
これまで究極VS至高は決まった料理対決、もしくは披露宴料理や長生きのための料理などのテーマ対決などであった。究極VS至高が一段落したことにより、その後の方針を決定しようとした山岡・飛沢たちだったが、最初は海外の料理について対決していこうとした。しかし、日本に流れ込んできた海外料理店で料理を絶賛する人々をみて、まずは日本全体を知らねばならないと考える。そこで今回は全国的に知られていない47都道府県御当地ならでは食材・料理など特有の食文化をテーマにした対決をシリーズ化したもの。

## 戦績
| [icon] | この節の加筆が望まれています。 |

| [icon] | この節の加筆が望まれています。 |